# نمک‌تابی
سازگاری موجودات زنده با شرایط بسیار شور را نمک‌تابی یا تحمل به شوری (انگلیسی: Halotolerance) می‌گویند. این سازگاری با تنظیم فشار اسمزی صورت می‌گیرد.
موجودات نمک‌تاب در برق‌کاف‌های بسیار غلیظ می‌تواند رشد کند. به گیاهان نمک‌تا گیاهان شورپسند می‌گویند.
نمک‌تاب‌ها معمولاً در دریاچه‌های بسیار شور، شوره‌زارهای خشک و ساحلی و چشمه‌های شور زندگی می‌کنند.